# Estatua de Bruce Lee (Los Ángeles)
 La estatua de Bruce Lee en Los Ángeles es una estatua construida como homenaje al difunto artista marcial estadounidense, Bruce Lee, quien murió a los 32 años en 1973.

## Historia
La escultura de bronce de 7 pies fue creada originalmente por un artista en Guangzhou, China.  Fue transportada a Los Ángeles, California, después de cinco años de esfuerzo de la hija de Lee, Shannon, y es la única estatua de su difunto padre en los Estados Unidos. Su inauguración se dio el 15 de junio de 2013 con una multitud de cientos de personas, incluido al actor asiático-estadounidense James Hong.
Aunque nació en el barrio chino de San Francisco, Lee abrió una escuela de artes marciales en el barrio chino de Los Ángeles y estuvo presente allí durante el rodaje de la serie de televisión de los años sesenta The Green Hornet.  La estatua se encuentra cerca de la intersección peatonal de Sun Mun Way y Jung Jing Road en la Plaza Central del barrio chino. Con un peso de alrededor de 1,595 libras, la estatua, con sus músculos listos para golpear con un nunchaku, se ha convertido en una meca cultural para los fanáticos de Lee, quienes son vistos tomando autofotos mientras están en posición de combate.